# Баал (демон)

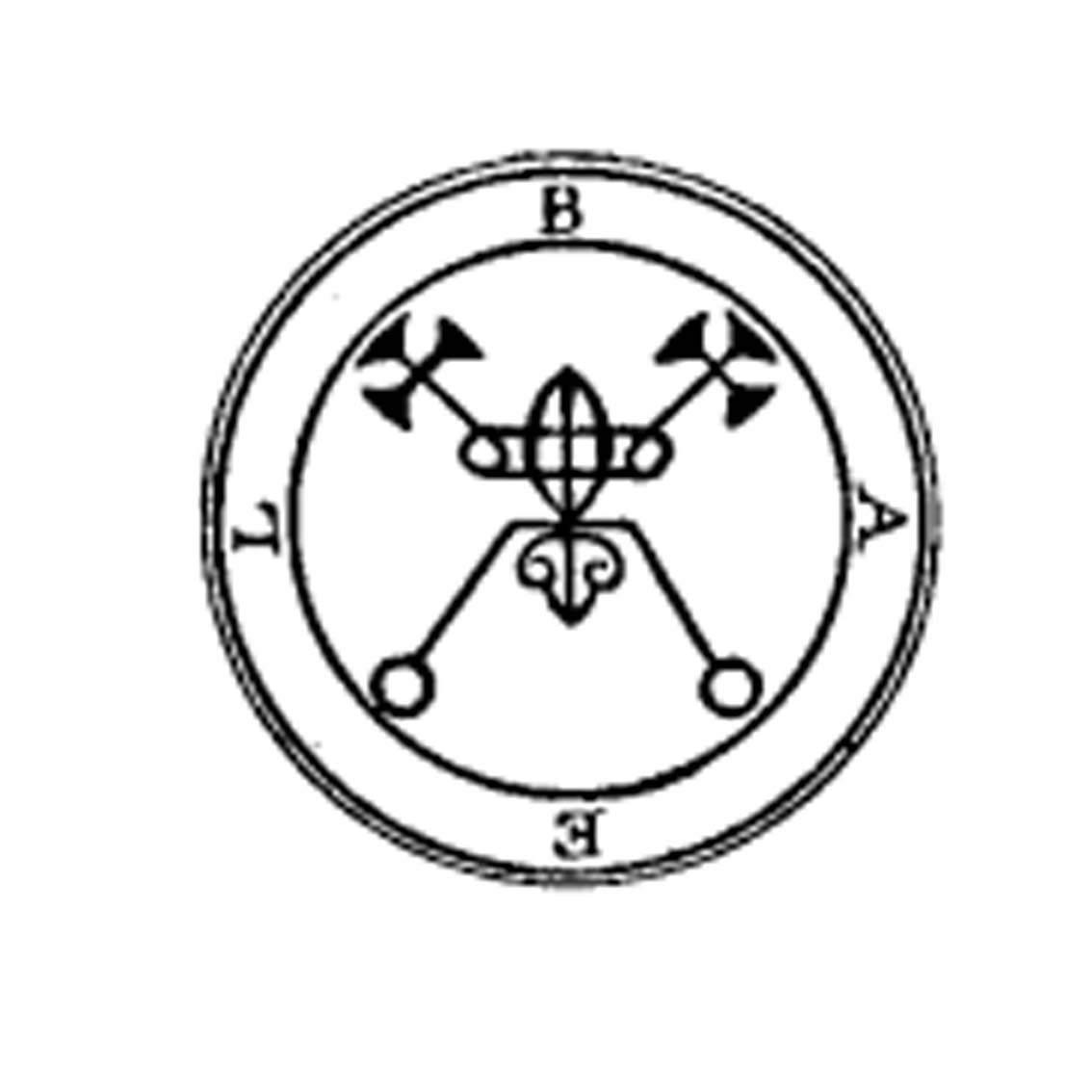
Сигіл Баеля

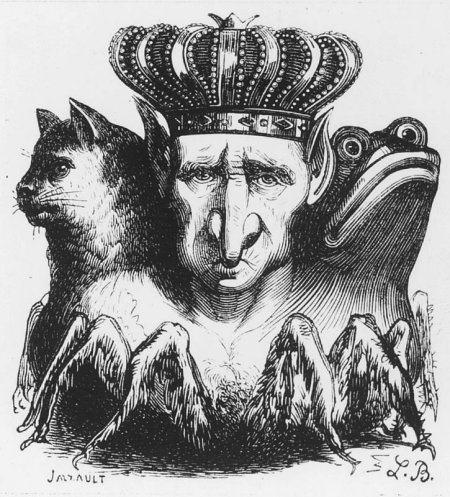
Пекельний словник, ілюстрація Баеля

Баа́л (правильніше Бае́ль, англ. Bael) в окультних книгах XVII століття є одним з князів Пекла. Ймення запозичене від ханаанського божества Ваала.
У цій ієрархії демонів Баал був першим і головним королем в Пеклі. Він правив над Сходом. У деяких авторів Баал є герцогом, якому підпорядкувались 66 легіонів демонів.
У період англійського пуританського періоду Баал порівнювався з дияволом. Згідно з Френсісом Барреттом, він мав можливість зробити тих, хто закликає його, невидимими. За словами інших демонологів, його сили стають сильнішими в жовтні.
Його семітський попередник зображався у вигляді людини або бика,, а демон Баал у гримуарській традиції міг з'являтися у вигляді людини, кота, жаби, або їх комбінації. В ілюстрації Коллена де Плансі в книзі 1818 року Пекельний словник зображені голови цих істот із ногами павука.